# Gråsten Station
Gråsten Station er en dansk jernbanestation i Gråsten.

## Historie

### Anlæggelse
Anlæggelse af stationen blev påbegyndt i 1898. Der blev eksproprieret et stort areal ned mod Nybøl Nor, og opfyldning ud i vandet var også nødvendig. Noget af arealet åbnede allerede for trafik den 14. februar 1899, da amtsbanen til Aabenraa åbnede. Denne del var smalsporet og havde derfor sine egne sporarealer på stationen samt sin egen lille stationsbygning.
Sønderborgbanen fra Tinglev/Padborg til Sønderborg åbnede for trafik den 15. juni 1901. Der blev fælles ekspedition i statsbanens bygning for Sønderborgbanen og Kleinbahn Apenrade-Gravenstein (senere Aabenraa Amts Jernbaner). I 1911 blev der bygget tre tjenesteboliger, to af dem som to-families huse, samt en banemesterbolig. I 1915 blev der indrettet en særskilt ventesal i stationsbygningen til hertug Ernst Günther, der ejede Gråsten Slot.

### Genforeningen
I 1920 blev Sønderjylland genforenet med Danmark. Stationen skiftede nu navn til Gråsten Station, men mange kaldte den i de følgende år stadig ved det tyske navn Gravenstein. Amtsbanen til Aabenraa blev nedlagt i 1926 fordi den blev brugt for lidt, og de tilhørende spor blev fjernet. Den tidligere fyrstesal blev renoveret i 1948, så den kunne benyttes af Frederik 9. og Dronning Ingrid ved deres mange ophold i byen. Kongen fulgte i øvrigt meget med i togdriften og ringede bl.a. en morgen til stationsforstanderen for at klage over at et tog var ankommet uden at det stod i tjenestekøreplanen. Der var dog blot tale om et særtog.
Omkring 1923 blev en ny havn anlagt i byen. Dermed kom der også en havnebane. Kultransport og kreaturvogne hørte nu også til godstrafikken.

### Årtusindskiftet
I slutningen af 1990'erne var godstrafikken dalet kraftigt, og godssporene samt havnebanen blev fjernet. I dag ligger der en promenade og nogle privatboliger på stedet. Stationsbygningen eksisterer derimod stadig og ser ud som efter en udvidelse i 1914.
- Fra vejsiden
- Pakhuset
- Amtsbanestationen